# Lettland och eurosamarbetet
Lettland anslöt till euroområdet och har euron som valuta sedan den 1 januari 2014. Euron är Europeiska unionens officiella valuta, som används i många av Europeiska unionens medlemsstater och ett antal andra stater utanför unionen. De länder som använder euron kallas gemensamt för euroområdet. De lägre valörerna av euron utgörs av mynt, medan de högre valörerna utgörs av sedlar. Euromynten har en gemensam europeisk sida som visar värdet på myntet och en nationell sida som visar en symbol vald av den medlemsstat där myntet präglades. Varje medlemsstat har således en eller flera symboler som är unika för just det landet.
För bilder av den gemensamma sidan och en detaljerad beskrivning av mynten, se artikeln om euromynt.
De lettiska euromynten präglas alla av tre olika designer. De lägsta valörerna, 1-, 2- och 5-centmynten präglas av Lettlands lilla statsvapen. 10-, 20- och 50-centmynten präglas av det stora statsvapnet, medan de högsta valörerna, 1- och 2-euromynten, präglas av den lettiska jungfrun. Ursprungligen skulle frihetsmonumentet i Riga prägla de lettiska 2-euromynten, men den designen har ersatts av den lettiska jungfrun.